# Jackson (Tennessee)
Jackson è una città degli Stati Uniti d'America, capoluogo della contea di Madison, nello Stato del Tennessee.
Nata con il nome di Alexandria, fu ribattezzata col nome attuale nel 1822, per omaggiare il Generale Andrew Jackson, che sarebbe poi diventato Presidente degli Stati Uniti.

## Società

### Evoluzione demografica
"Abitanti censiti"

Al 2020, la città ha una popolazione di 68.205 abitanti.